# Sports aériens aux Jeux mondiaux de 2013
Navigation
Kaohsiung 2009 Wrocław 2017
Les épreuves de sports aériens des Jeux mondiaux de 2013 ont lieu du 30 juillet au 4 août 2013 à Cali.

## Podiums
Les résultats sont les suivants : 
| Épreuves                                   | Or                              | Argent                      | Bronze                     |
| ------------------------------------------ | ------------------------------- | --------------------------- | -------------------------- |
| Parachutisme Pilotage sous voile mixte     | États-Unis Curtis Bartholomew   | États-Unis Thomas Dellibac  | Espagne Pablo Hernandez    |
| Parapente Précision d'atterrissage - Homme | Slovénie Matjaz Feraric         | Tchéquie Tomas Lednik       | Thaïlande Tanapat Luangiam |
| Parapente Précision d'atterrissage - Femme | Lituanie Jolanta Romanenko (en) | Thaïlande Nunnapat Phuchong | Serbie Milica Marinkovic   |

## Tableau des médailles
- Pays organisateur

| Rang  | Nation     | Or | Argent | Bronze | Total |
| ----- | ---------- | -- | ------ | ------ | ----- |
| 1     | États-Unis | 1  | 1      | 0      | 2     |
| 2     | Slovénie   | 1  | 0      | 0      | 1     |
| 2     | Lituanie   | 1  | 0      | 0      | 1     |
| 4     | Thaïlande  | 0  | 1      | 1      | 2     |
| 5     | Tchéquie   | 0  | 1      | 0      | 1     |
| 6     | Serbie     | 0  | 0      | 1      | 1     |
| 6     | Espagne    | 0  | 0      | 1      | 1     |
| Total | Total      | 3  | 3      | 3      | 9     |